# Fantasies & Delusions
Fantasies & Delusions ist das erste Studioalbum des US-amerikanischen Musikers Billy Joel mit „klassischen“ Solo-Klavierkompositionen in stilistisch-virtuoser Anlehnung an Komponisten des 18., 19. und beginnenden 20. Jahrhunderts. Die Klavierstücke des 2001 erschienenen Werkes wurden vom Pianisten Hyung-ki Joo eingespielt.

## Hintergrund
Billy Joel hatte mit River of Dreams 1993 sein letztes Rock-/Pop-Studioalbum veröffentlicht. Obwohl er weiter musikalisch aktiv blieb und auch einige Livekonzerte spielte, verlor er das Interesse an Populärmusik und wandte sich der Klassischen Musik zu. Diese stand ihm seit frühester Kindheit nahe, sein Vater war klassischer Pianist und Joel hatte früher Klavierstunden. So entstand die Idee, etwas komplett anderes zu machen und so schrieb er einige klassische Stücke, die er jedoch selbst nicht auf dem Klavier spielen konnte. Sein Bruder Alexander Joel, Dirigent und selbst Pianist, machte ihn schließlich mit dem Konzertpianisten Hyung-ki Joo bekannt.
Das Album wurde in den Cove City Sound Studios in Glen Cove, New York unter der musikalischen Leitung von Bill Zampino und Joels langjährigem Bandmitglied Richie Cannata eingespielt. Doch Joel und Joo waren mit den Aufnahmen nicht zufrieden. Deshalb fanden die abschließenden Aufnahmen in Wien statt. Produzent des Albums war Steve Epstein, der als Produzent klassischer Musik bekannt ist und an der McGill University in Montreal, Quebec, Kanada unterrichtet.
Hyung-ki Joo nahm bereits vorher für den US-amerikanischen Markt den Namen Richard Joo an und ist als solcher auch auf dem Cover aufgeführt.
Das Album wurde schließlich am 27. September 2001 von Columbia Records veröffentlicht. Neben einer normalen CD-Auflage wurde das Album auch als SACD veröffentlicht. 2008 erfolgte ein Rerelease des Albums, das sich aber nicht von der Originalversion unterschied.
Das Album ist bislang das letzte Studioalbum von Billy Joel.

## Cover
Das Albumcover imitiert das Titelblatt eines Notenblattes und ist ein Tribut an die G. Schirmer Co.-Notenblätter, die Joel als Kind spielte.

## Titelliste
1. Opus 3. Reverie („Villa D'Este“) – 9:31
2. Opus 2. Waltz # 1 („Nunley's Carousel“) – 6:58
3. Opus 7. Aria („Grand Canal“) – 11:08
4. Opus 6. Invention in C Minor – 1:04
5. Opus 1. Soliloquy („On a Separation“) – 11:26
6. Opus 8. Suite for Piano („Star-Crossed“): I. Innamorato – 7:46
7. Opus 8. Suite for Piano („Star-Crossed“): II. Sorbetto – 1:30
8. Opus 8. Suite for Piano („Star-Crossed“): III. Delusion – 3:37
9. Opus 5. Waltz # 2 („Steinway Hall“) – 7:00
10. Opus 9. Waltz # 3 („For Lola“) – 3:28
11. Opus 4. Fantasy („Film Noir“) – 8:56
12. Opus 10. Air („Dublinesque“) – 3:46

## Musikstil
Es handelt sich bei dem Album um kleine nostalgische Klavierstücke in der Tradition von romantischen Stücken von Chopin, Liszt, Brahms und Debussy sowie anderen Komponisten des 19. Jahrhunderts. Die Liedtitel, die alle einen „Opus“ und eine Nummer tragen, verweisen zum einen auf das Gestaltungsmittel (Arie, Walzer, Air, Suite, Invention, Soliloquy, Reverie und Fantasy) sowie einen Titel, der das Thema vorgibt.

## Erfolg
Fantasies & Delusions erreichte in den Billboard 200 Platz 83 und blieb sechs Wochen in den Charts. Es war damit der 19. Charterfolg für Joel, für den Pianisten die erste und einzige Chartplatzierung. In den Billboard-Classical-Album-Charts erreichte es Platz 1 und blieb insgesamt 60 Wochen in den Charts.
Auch Kritiker lobten das Werk, insbesondere wegen seines musikalischen Rückgriffs auf die Klassische Musik des 19. Jahrhunderts, wobei jedoch einigen Kritikern etwas die Tiefe fehlte und sie auf eine Weiterentwicklung auf späteren Alben hofften. Auch war Konsens, dass es eben nicht der klassischen Tradition entsprach, sondern mehr eine Fortführung von Joels Werk auf andere Art und Weise war.
Stephen Thomas Erlewine vergab bei Allmusic drei von fünf Sternen und lobte das Album als ein schönes Pop-Klassik-Crossover, das besser sei als das einiger anderer Musikerkollegen wie beispielsweise Joe Jackson und Paul McCartney. Die Gründe lägen vor allem darin, dass Billy Joel seine musikalischen Fähigkeiten realistisch einschätzen könne und daher keine Symphonien veröffentlichen würde, sondern kleine Klavierstücke. James Hunter vergab im Rolling Stone zweieinhalb (von fünf möglichen) Sternen. Auch er lobte Joels Selbstbeschränkung und hob Joos Klavierfertigkeiten hervor.
Gramophone.co.uk, eine Seite für Klassische Musik, schrieb, dass es sich um einen Satz von Pastiche-Stücken handeln würde, die jedoch gut umgesetzt werden. Insbesondere Joo hätte eine sympathische Art, die Stücke zu interpretieren.

## Symphonic Fantasies
2003 trat der Pianist Jeffrey Biegel an Joel mit der Bitte heran, ein Klavierkonzert für ihn zu verfassen. Als Alternative bot Joel an, dass Biegel ein Klavierkonzert aus den Werken von Fantasies & Delusions gestalten könne. Das Werk besteht aus den Stücken „Fantasy (Film Noir)“, „Sorbetto“, „Reverie (Villa d'Este)“ und „Nunley's Carousel Waltz“. Während Biegel die Klavierparts verfasste, übernahm der US-Amerikaner Philip Keveren die Komposition für die Orchesterpassagen. Das Ergebnis mit dem Titel „Symphonic Fantasies for Piano and Orchestra“ hatte am 24. Juni 2006 in Greensboro Premiere. Biegel wurde dabei vom Eastern Philharmonic Orchestra unter der Leitung von Stuart Malina begleitet.